# Thierry Denneulin
Pour les articles homonymes, voir Denneulin.
Thierry Denneulin, né le 10 janvier 1954 à Thumeries, est un joueur de football français. 
Il effectue la plus grande partie de sa carrière avec le Lille OSC avec lequel il remporte deux Championnats de France de Division 2. Denneulin joue ensuite une dernière saison au sein du Roubaix Football.

## Statistiques
| Saison    | Club             | Championnat | Championnat | Championnat | Coupe(s) nationale(s) | Coupe(s) nationale(s) | Total | Total |
| Saison    | Club             | Division    | M.          | B.          | M.                    | B.                    | M.    | B.    |
| 1972-1973 | Lille OSC        | Division 2  | 16          | -           | 2                     | -                     | 18    | 0     |
| 1973-1974 | Lille OSC        | Division 2  | 9           | -           | 1                     | -                     | 10    | 0     |
| 1974-1975 | Lille OSC        | Division 1  | 24          | 1           | 5                     | -                     | 29    | 1     |
| 1975-1976 | Lille OSC        | Division 1  | 24          | -           | 3                     | -                     | 27    | 0     |
| 1976-1977 | Lille OSC        | Division 1  | 25          | -           | 2                     | -                     | 27    | 0     |
| 1977-1978 | Lille OSC        | Division 2  | 7           | 1           | 5                     | -                     | 12    | 1     |
| 1978-1979 | Lille OSC        | Division 1  | 31          | -           | 3                     | -                     | 34    | 0     |
| 1979-1980 | Lille OSC        | Division 1  | 21          | -           | 3                     | -                     | 24    | 0     |
| 1983-1984 | Roubaix Football | Division 2  | 16          | -           | -                     | -                     | 16    | 0     |

## Palmarès
- Champion de France D2 en 1974 et 1978 avec le LOSC